# Улица Антоновича (Киев)
У́лица Антоно́вича (укр. ву́лиця Антоно́вича) — улица в Голосеевском районе города Киева, местность Новое Строение. Пролегает от улицы Льва Толстого до Лыбедской площади.
Примыкают улицы Саксаганского, Жилянская, Физкультуры, Деловая, Ивана Фёдорова, переулок Бориса Шахлина, улицы Лабораторная, Владимиро-Лыбедская, Немецкая, Ежи Гедройца, Ковпака, Загородняя, переулок Руслана Лужевского и бульвар Николая Михновского.

## История
Улица была проложена в 1830-х годах и состояла из двух улиц: Кузне́чной (от кузнечных мастерских, когда-то располагавшихся вдоль неё; пролегала между нынешними улицами Льва Толстого и Ивана Фёдорова) и На́бережно-Лы́бедской (от реки Лыбедь, протекающей параллельно улице). В 1909 году обе улицы были объединены под названием Кузне́чная. В 1913 году в её начале на участке от Караваевской (ныне — улица Льва Толстого) до Мариинско-Благовещенской улицы (ныне — улица Саксаганского) был обустроен бульвар. В 1919 году улица получила название Пролета́рская. В 1936—2014 годах называлась улицей Горького, в честь писателя А. М. Горького.
В 2005 году комиссия по наименованиям и памятным знакам исполнительного органа Киевского городского совета подняла вопрос о переименовании улицы Горького в улицу Антоновича — в честь украинского историка, археолога и общественного деятеля, члена-корреспондента Петербургской АН Владимира Антоновича. Переименована в 2014 году.

## Памятники истории и архитектуры
- дом № 3, 3-А — доходный дом с флигелем 1911 года. Возведён в стиле модерн архитектором А. Трахтенбергом.
- дом № 4-6 — жилой дом в стиле конструктивизм (1930-е годы). Архитектор Ф. Лескова.
- дом № 8 — жилой дом начала 1910-х годов в стиле неоампир. Принадлежал семье Терещенко. Архитектором, построившим здание, вероятно, является Павел Голландский.
- дом № 9 — доходный дом начала 1910-х годов. Принадлежал домовладельцу Ф. Михельсону.
- дом № 14 и 14-Б — усадьба начала XX века. Построена архитектором А.-Ф. Крауссом в стиле модерн.
- дом № 17 — доходный дом в стиле модерн (начало XX века)
- дом № 20, 20-Б, 20-В, 20-Г — усадьба 1911 года, в стиле модерн. Построена, вероятно, по проекту Ф. Олтаржевского.
- дом № 23, 23-Б, 23-В — усадьба 1899—1900 годов, возведена по проекту архитектора В. Николаева. Главное здание возведено в стиле ренессанс, флигели — в кирпичном стиле. Усадьба принадлежала строителю-подрядчику Льву Кучерову (настоящее имя — Лейба Кучер).
- дом № 24 — доходный дом начала XX века. Принадлежал собственнику строительной конторы Лейзеру Гугелю.
- дом № 26/26 — жилой дом в стиле модерн (1911).
- дом № 32 — Дом Краусса, жилой дом, возведённый архитектором А.-Ф. Крауссом в 1877 году в стиле ренессанс.
- дом № 38-А — жилой дом в эклектичном стиле (начало XX века).
- дом № 44 — доходный дом 1909—1910 годов. Возведён архитектором А. Трахтенбергом в стиле модерн. В 2010 году потерял статус памятника архитектуры. Снесён в октябре 2012 года[2].
- дом № 48 — доходный дом конца XIX века в эклектичном стиле с чертами ренессанса.
- дом № 64/16 — жилой дом 1910 года в стиле поздний модерн. Архитектор В. Рыков.
- дом № 69 — здание еврейского училища. Возведён в 1903—1904 годах архитектором А. Минкусом в стиле историзм. Финансировали строительство сахарозаводчики Бродские. В 1944 году здание передано Институту электросварки.

## Памятники и мемориальные доски
- дом № 10 — мемориальная доска Байбакову Александру Борисовичу, который проживал в этом здании в 1948—1976 годах. Открыта 13 июля 2001 года.
- дом № 24 — мемориальная доска учёному-стоматологу Бернадскому Юрию Иосифовичу, который жил в этом здании в 1986—2006 годах.
- дом № 69 — мемориальная доска Патону Евгению Оскаровичу, который работал в этом здании в 1944—1953 годах. Открыта 28 декабря 1953 года, архитектор И. Л. Шмульсон. Доска заменена в январе 1981 года; скульптор А. П. Скобликов, архитектор К. А. Сидоров.

## Важные учреждения
- Комитет по государственным премиям Украины в области науки и техники (дом № 51)
- Музыкальная школа № 1 им. К. Стеценко (дом № 19-б)
- Общеобразовательная школа № 37 (дом № 130/17)
- Общеобразовательная школа № 87 (дом № 4/6)
- Библиотека Голосеевского района им. В. Симоненко (дом № 25)
- Государственная комиссия по ценным бумагам и фондовому рынку (дом № 51)
- Государственная научно-техническая библиотека Украины (дом № 180, «Летающая тарелка»)
- Государственный комитет Украины по вопросам технического регулирования и потребительской политики (дом № 174)
- Государственная инспекция Украины по вопросам защиты прав потребителей (дом № 174)
- Украинский институт научно-технической и экономической информации МОН Украины (дом № 180)
- ОАО «Укрэксимбанк», главный офис (дом № 127)

## Торгово-развлекательные комплексы
- Ocean Plaza (дом № 176)

## Улица в искусстве
Неоднократно улица (под тогдашним названием «улица Горького») упоминается в произведениях Виктора Некрасова.